# Reclam de xeremies
Le reclam de xeremies (ou appeau de xeremies) , xeremia jumelle ou xeremieta est un instrument aérophone à anche simple battante idioglotte, traditionnelle d'Ibiza.
Il est constitué de deux corps en roseau, de mêmes dimensions, unis au moyen d'une ficelle et de petites pièces de plomb qui stabilisent les tuyaux. Dans chacun de ces tuyaux, le même nombre de trous est percé: pour les instruments traditionnels, quatre trous sont présents en partie frontale et un pour le pouce, tandis que pour les modèles modernes, la tendance est à éliminer le trou en face arrière. À l'extrémité supérieure de chacun des corps y est insérée une canne de plus petit diamètre en guise d'embouchure avec une anche idioglotte, c'est-à-dire taillée directement sur la canne, tournée vers le bas. Dorénavant la tendance est différente: l'anche est taillée directement sur les corps de telle sorte que l'extrémité pivotante soit dirigée vers le haut (anaglotte, comme dans le sipsi turc) et les tuyaux sont uniquement attachés ensemble. Les trous d'harmonie et les décorations simples sont brûlés avec un fer rouge.
Traditionnellement, cet instrument dispose de 5 trous par corps, dont un pour le pouce, fournissant une gamme pentatonique sans demi-ton (anhémitonique) de tonalité variable ; Les distances égales entre les trous d'harmonie étant déterminées par l'œil ou par la largeur des doigts. Dans les versions modernes sans trou de pouce, cette gamme est modifiée. 
L'anche et les corps sont fabriqués en roseau (arundo donax), qui a séché au moins un an. 
Son emploi par les bergers était associé au signalement et à l'appel des troupeaux. Cet instrument n'était donc pas un instrument musical au sens le plus strict. Sa sonorité, forte et stridente, est adaptée à sa fonction. Certains joueurs le fait sonner en appliquant la technique de la respiration circulaire. Chaque ouverture des trous, pour chaque tuyau, est sur le même alignement sur les deux cannes, de telle sorte qu'il n'est pas destiné à produire de polyphonie bien que techniquement ce soit possible.
Plusieurs chercheurs considèrent qu'il descend du maït, un instrument de l'Égypte hellénistique. En tout état de cause, il apparait très similaire dans sa conception à d'autres clarinettes doubles méditerranéennes telles que le mijwiz arabe, la zummarâh tunisienne, l'argûhl égyptien, les launeddas sardes ou à des tuyaux simples comme la zumara maltaise.
Selon le classement du système Hornbostel-Sachs, il est placé dans le groupe des instruments à anche simple battante, groupés, numéroté 422.22.